# Residencial la Llave
Residencial la Llave är en ort i Mexiko.   Den ligger i kommunen Fortín och delstaten Veracruz, i den sydöstra delen av landet, 230 km öster om huvudstaden Mexico City. Residencial la Llave ligger 1 040 meter över havet och antalet invånare är 117.
Terrängen runt Residencial la Llave är huvudsakligen kuperad, men den allra närmaste omgivningen är platt. Runt Residencial la Llave är det tätbefolkat, med 550 invånare per kvadratkilometer. Närmaste större samhälle är Córdoba, 7,3 km öster om Residencial la Llave. Trakten runt Residencial la Llave består till största delen av jordbruksmark.